# 滇池水務
昆明滇池水務股份有限公司（簡稱滇池水務）（英語：Kunming Dianchi Water Treatment Co., Ltd，港交所：3768）成立於2010年12月23日，是雲南省最大的市政污水處理商。滇池水務的前身為昆明市政府於1989年設立的「昆明市第一水質淨化廠」，並於2004年由昆明滇池投資有限責任公司接管。公司業務覆盖污水处理、自来水供应、再生水利用、水处理技术研究及应用、污染水体生态保护治理，垃圾处理、污泥资源化利用等固废处置等。現任董事長為郭玉梅。
股份在2017年4月6日於港交所主板上市。招股價介乎3.91至4.7港元，發售股份數目為339,430,000股H股，而集資額介乎13.27至15.95億港元，用作於雲南省從事污水處理及再生水服務。

## 歷史
昆明市政府於1989年成立了「昆明市第一污水處理廠」（及後更名為昆明市第一水質淨化廠）並投入營運。這是中國西南最早的污水處理廠之一，當時設計的處理能力為5.5萬立方米/日。
其後於1996年，昆明市城市排水有限責任公司從昆明市政府接管了管理及經營污水處理的業務，並在1996年到2003年期間與市政府共同建成了第二至第六水質淨化廠。
2004年，公司現時的控股股東昆明滇池投資有限責任公司成立並作為國有獨資企業接管了第一至第六水質淨化廠。當時設計的處理能力增至55.5萬立方米/日。第七及第八水質淨化廠亦於2009年建成並投入營運。
2010年，滇池水務正式成立，並自控股股東接管了污水處理業務，成為昆明獨家污水處理股務供應商。當時設計的處理能力增至110.5萬立方米/日。
2014年，公司收購並獲得了施甸污水處理廠的特許經營權，並投資建設施甸縣第二自來水廠項目，代表滇池水務正式將業務拓展至昆明以外的雲南省地區。
2015年，滇池水務完成了浙江諸暨污水項目，同年訂立了老撾金三角污水及自來水項目合同，令公司業務拓展至華東地區及老撾。

## 業務板塊

### 污水處理
滇池水務於2011年獲得了昆明市行政區域30年污水處理特許經營權，是雲南省污水處理規模最大的企業。
截至2017年6月30日，公司共有26間污水處理廠已投入營運，日總污水處理能力為160萬立方米。其污水處理能力的90.8%達到國家一級A類排放標準。

### 再生水
滇池水務擁有昆明市主城區內唯一的再生水輸配系統，水質達到《國家再生水水質標準》。公司現時共有6間再生水廠生產再生水，日總設計產能達4.4萬立方米。客戶主要為昆明市的工商業機構及企事業單位。

## 外地業務

### 老撾
公司首先於2015年10月與老撾金三角特區簽訂了有關自來水廠及污水處理廠的BOT協議，其後又於2017年9月簽訂了一份全面合作框架協議。根據協議，滇池水務計劃在未來五年內投資3至5億元人民幣。污水處理項目有望預計將於2018年2月木棉節竣工，設計規模為遠期1.2萬立方米/日。
2017年10月，公司的污水處理廠工程獲得了「老撾金三角經濟特區最美瀾湄合作生態獎」。

## 外部連結
- 滇池水務官方網站 （页面存档备份，存于）